# Гафель

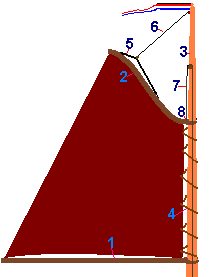
На схеме:
,
,
,
,
,
,
,

Га́фель (от нидерл. gaffel, буквально — «вилы», в другом источнике — вила) — половинчатый рей (полурей), упирающийся развилиной в мачту, по которой подымается гарделью (карделью), а конец (нок) вздёргивается топенантом, наклонное рангоутное дерево, поднимаемое по мачте и упирающееся в неё пяткой.
При корабельном вооружении гафель как часть рангоута парусного судна, служащая для натягивания косого паруса, бывает только на бизань-мачте, а при люгерном, на всех мачтах корабля. Гафель становится вдоль судна и закидывается, когда нужно, вбок; иногда по нижней кромке паруса идёт такой же полурей, называемый «гиком».
Гафель служит для растягивания по нему верхней кромки (шкаторины) косых четырёхугольных парусов — триселей, а также крепления шкотовых углов топселей. На малых судах и шлюпках с косыми парусами гафель служит для крепления фока и грота. На гафель также поднимают сигналы и иногда флаг.
Гафель получает дополнительное название в зависимости от названия паруса, например, «фока-гафель», «бизань-гафель». Пятка гафеля снабжается усами, охватывающими мачту, концы которых стягиваются бейфутом. Пятка гафеля поднимается до места гафель-гарделью (№7 на схеме), а необходимый угол наклона придаётся с помощью дирик-фала (№6 на схеме). Длинные и тяжёлые гафели снабжаются эринс-бакштагами — снастями, закрепляемыми за нок и проведёнными к фальшбортам, которые удерживают гафель в нужном положении при убранных парусах.
Паруса, поднимаемые на гафеле, называются «гафельными».